# Raymond Lantier
Raymond François Lantier (* 11. Juli 1886 in Lisieux; † 14. April 1980 in Le Vésinet) war ein französischer Prähistoriker.
Von 1933 bis 1956 war er Kurator des Musée des Antiquités Nationales in Saint-Germain-en-Laye. 1946 wurde er zum Mitglied der Académie des Inscriptions et Belles-Lettres gewählt.

## Veröffentlichungen (Auswahl)
- Ausgrabungen und neue Funde in Frankreich aus der Zeit von 1915 bis 1930 (Paläolithikum bis Römerzeit), 1931.
- Neue Töpfereien im römischen Gallien, 1935.
- Prähistorische Kunst, 1961.